# Abandoned Places: A Time for Heroes
Abandoned Places: A Time for Heroes (přeloženo do češtiny Opuštěná místa: čas pro hrdiny) je RPG počítačová hra (podžánr „dungeon“) z roku 1992 ze série Abandoned Places maďarské vývojářské firmy ArtGame pro platformy Amiga a DOS. Vydání zařídila firma Electronic Zoo. Hra ve verzi pro Amigu vyšla na 5 disketách. Pokračováním byla RPG hra Abandoned Places 2 z roku 1993. Jde o jeden z prvních dungeonů (společně s hrami Ishar: Legend of the Fortress a Fate: Gates of Dawn), který obsahuje rozlehlé venkovní prostředí.
Hra se ovládá myší a klávesnicí. Kombinuje dvojí zobrazení. Pokud se hráč pohyboval ve venkovním prostředí, viděl své postavy na obrazovce ve dvou rozměrech, naopak prozkoumával-li sklepení, kobky a další podzemní či vnitřní prostory, viděl okolí trojrozměrně z pohledu družiny (tzv. first-person perspective). Interakce s okolím probíhá v reálném herním čase (real-time).